# Поливанов, Алексей Андреевич
Алексе́й Андре́евич Полива́нов (4 [16] марта 1855, Костромская губерния — 25 сентября 1920, Рига) — русский военный деятель, генерал от инфантерии (с 1911), член Государственного совета (с 1912). Участник русско-турецкой войны 1877—1878 гг., главный редактор журнала «Военный сборник» и газеты «Русский инвалид» (1899—1904).

## Биография
Родился 4 (16) марта 1855 года в селе Красное Нерехтского уезда в Костромской губернии (ныне поселок городского типа Красное-на-Волге Костромской области) в семье потомственных дворян Костромской губернии — сын отставного офицера Кексгольмского гренадерского (лейб-гвардии императорского австрийского) полка Андрея Андреевича Поливанова (01.01.1801 — 20.08.1867) и Елизаветы Ивановны, урождённой Смирновой.
В 1871 году, окончив Петербургскую частную гимназию, 16 августа вступил в службу юнкером рядового звания в Николаевское инженерное училище, которое окончил в 1874 году. Был выпущен подпоручиком (07.08.1874) во 2-й сапёрный батальон с прикомандированием к лейб-гвардии Гренадерскому полку; 31 августа 1875 года произведён в прапорщики гвардии.
В 1876 году поступил в Николаевскую инженерную академию. Когда началась русско-турецкая война возвратился к строевой службе и был произведён в подпоручики гвардии (27.03.1877); в бою под Горным Дубняком 12 октября 1877 года был тяжело ранен в грудь. Проходил лечение в киевском военном госпитале, где познакомился с генералом А. Р. Дрентельном, повлиявшим на его дальнейшую службу. С 30 августа 1877 года — поручик. Состоял под покровительством Александровского комитета о раненых 2-го кл. (с 1878 г.).
В 1879 году окончил Николаевскую инженерную академию по 1-му разряду с правом ношения академического знака. В 1880 году умер его старший брат, что стало причиной возвращения в лейб-гвардейский Гренадерский полк полковым адъютантом; в 1882 году получил звание штабс-капитана.
В период 25.10.1884—20.08.1885 — командир роты в лейб-гвардии Гренадерском полку; капитан с 30 августа 1886 года.
В 1885 году поступил в Николаевскую академию Генерального штаба, которую окончил в 1888 году по 1-му разряду, 1-й в выпуске. Был назначен старшим адъютантом штаба Киевского военного округа; 26 ноября 1888 года произведён в подполковники Генерального штаба и командирован с научной целью в Австро-Венгрию, в 1889 году — во Францию и Германию.
В период 16.08.1890—04.05.1893 — младший делопроизводитель канцелярии Военно-учёного комитета Главного штаба. Полковник с 30 августа 1890 года. С 4 мая 1893 по 17 января 1894 — старший делопроизводитель канцелярии Военно-учёного комитета Главного штаба; в период 17.01.1894—09.04.1899 — начальник 2-го отделения Главного штаба, которое занималось вопросами стратегическими и крепостными; генерал-майор со ст. 09.04.1900 г. (06.12.1899). С 9 апреля по 3 августа 1899 года был помощником, а затем главным редактором (03.08.1899—16.11.1904) журнала «Военный сборник» и газеты «Русский инвалид».
С 16 ноября 1904 по 18 января 1905 года — постоянный член и управляющий делами Главного крепостного комитета; с 18 января по 28 июня 1905 — 2-й генерал-квартирмейстер Главного штаба; с 28 июня 1905 по 2 апреля 1906 — и. д. начальника Главного штаба, 2 апреля утверждён в должности и произведён в генерал-лейтенанты.
Военным министром генералом А. Ф. Редигером 14 апреля 1906 года назначен помощником военного министра, где успешно работал как с ним, так и с его преемником генералом В. А. Сухомлиновым. Был близок к правым буржуазным кругам Государственной думы; с 10.06.1910 — почётный член Николаевской инженерной академии; с 10.04.1911 — генерал от инфантерии со ст. 25.03.1912 г.
После назначения 1 января 1912 года членом Государственного совета был уволен в отставку с должности помощника военного министра 24 апреля 1912 года.
С самого начала Первой мировой войны принял деятельное участие в работе принца А. П. Ольденбургского по эвакуации раненых.
И. о. военного министра с 13 июня 1915 г. С 10 сентября 1915 г. по 15 марта 1916 г. — военный министр и председатель Особого совещания по обороне государства. Помощником стал близкий соратник генерал А. С. Лукомский. Основное внимание сосредоточил на улучшении снабжения армии. Сторонник привлечения широких кругов общественности к военному производству. Во время управления Поливанова острый кризис в снабжении армии был в целом преодолён. Перестройка военной промышленности, в которой главную роль сыграл Поливанов, дала увеличение производства в 1916 году (по сравнению с 1915) винтовок почти в 2 раза, пулемётов — в 4 раза, патронов — на 70 процентов, орудий — в 2 раза, снарядов — более чем в 3 раза. В то же время активные контакты Поливанова с представителями крупной буржуазии и в думских кругах, доходившие до саморекламы, порождали к нему недоверие в ближайшем окружении Николая II. Монархисты считали, что Поливанов открыто протежирует председателю Центральной военно-промышленной комиссии А. И. Гучкову, с которым его связывала многолетняя дружба, вплоть до намерений сделать Гучкова председателем Совета министров. Ещё более непрочным делали положение Поливанова слухи о его желании стать Верховным Главнокомандующим и склонность к подковёрным политическим интригам.
С 24.04.1916 года был освобождён от должности по собственному волеизъявлению перед вышестоящим командованием.
После Февральской революции — председатель Особой комиссии по реорганизации армии на демократических началах и Комиссии по улучшению быта военных чинов («Поливановская комиссия»). В своих мемуарах А. И. Деникин крайне резко критиковал деятельность этой комиссии, по его словам «этого рокового учреждения, печать которого лежит решительно на всех мероприятиях, погубивших армию». Во время революционных событий 1917 года занимался разработкой приказа № 114, призванного смягчить влияние Приказа № 1 Совета Рабочих и Солдатских депутатов, был одним из авторов Воззвания офицерам. Многие будущие участники Белого движения в своих мемуарах резко отрицательно оценивают его деятельность в 1917 году. Был близок к А. И. Гучкову. В 1917 году, в августе-сентябре 1917 года был допрошен на заседании Чрезвычайной следственной комиссии в качестве свидетеля по вопросам, касающимся функционирования министерства, политической жизни страны, в которой непосредственно принимал участие по оборонным вопросам.
В 1918 году был дважды арестован ВЧК за потенциальный шпионаж в сторону «белых», находился под стражей в Петропавловской крепости. В конце года был освобождён.
С февраля 1920 года служил в РККА (был членом военно-учебной редакции, член Военно-законодательного совещания при Реввоенсовете, член Особого совещания при Главкоме). Был военным экспертом во время советско-польских мирных переговоров в августе—сентябре 1920 года в Риге, во время которых заболел тифом и 25 сентября 1920 года скончался; был похоронен в Петрограде на Никольском кладбище Александро-Невской лавры.

## Награды
- Орден Святой Анны 4-й степени (1877)
- Орден Святого Станислава 3-й степени с мечами и бантом (01.12.1878)
- Орден Святой Анны 3-й степени (03.09.1882)
- Орден Святого Станислава 2-й степени (30.08.1885)
- Перстень из кабинета Е. И. В. (24.12.1890)
- Орден Святой Анны 2-й степени (30.08.1893)
- Монаршее благоволение (1895)
- Орден Святого Владимира 4-й степени (06.12.1895)
- Орден Святого Владимира 3-й степени (06.12.1898)
- Монаршее благоволение (09.04.1902)
- Орден Святого Станислава 1-й степени (06.12.1902)
- Орден Святой Анны 1-й степени (06.12.1905)
- Орден Святого Владимира 2-й степени (06.12.1909)
- Орден Белого Орла (25.03.1912)
- Бант к ордену Святого Владимира 4-й степени (22.09.1914)
- Орден Святого Александра Невского (22.06.1915)[14]

Иностранные:
- Румынский Железный крест (05.06.1879)
- Французский Орден Почётного легиона, офицерский крест (1894)
- Орден Благородной Бухары (1896)
- Австрийский Орден Железной короны 2-го класса (1897)
- Прусский Орден Красного орла 2-го класса (1897)
- Черногорский Орден Князя Даниила I (на портрете звезда — ниже звезды Ордена Красного Орла)
- Румынский Ордена Звезды, командорский крест (1899)
- Бухарский Орден «Солнце Александра» (на портрете звезда — на левой стороне груди, нижняя во втором от центра ряду)
- Персидский Орден Льва и Солнца 1-й степени (29.01.1906)

## Военный министр Поливанов о войне
Мы будем продолжать войну, как бы она ни затянулась, ибо нельзя мириться с теми, кто оскверняет святыни, насилует сестёр, расстреливает и истязает пленных, добивает раненых. Разве может быть речь о мире с таким врагом? Ведь немцы тогда поработят нас экономически, придавят своей пятой, и вся Россия будет так же задыхаться, как задыхаются в окопах наши герои солдаты от действий вражеских газов. Надо воевать, если мы хотим жить. Вопрос победы — вопрос жизни для России. И мы победим, если напряжём все силы. Год войны не прошёл для нас зря. Мы поняли, в чём наша слабость, и должны исправить ошибки. Никто в стране не должен остаться в стороне от войны. Пусть каждый делает, что может. Большие заводы могут изготовлять ружейные стволы, а ювелиры — пружины для ружейных замков. Нет такого производства и ремесла, которые не могли бы приспособиться для тех или иных деталей снаряжения. Пусть же работают все, кто может работать. В победе я уверен потому, что верю в Россию и в Русский народ. И победа эта будет иметь тем больше значения для будущего процветания страны, что она явится плодом усилий всех граждан — и тех, кто проливал свою кровь на передовых позициях, и тех, кто создавал условия победы в глубоком тылу.— 

## Отзывы современников
- Николай Марков «Честолюбивый и беспринципный генерал. Один из первых перешёл на сторону большевиков. Разработал „права солдата“, служил в роли военспеца и организатора красных полков».
- Барсуков, Евгений Захарович «…деятельность Поливанова выражалась прежде всего в стремлении угодить „общественным деятелям“ Государственной думы, а после февральской революции — временному правительству. Особенно ярко сказалась эта деятельность генерала Поливанова в то время, когда он был председателем особого совещания по обороне государства, созданного в мае 1915 г.» Из-за честолюбивых соображений, препятствовал деятельности Главного артиллерийского управления в мерах по развитию артиллерии, обвиняя ГАУ в собственных просчётах в военном строительстве и мобилизационной подготовке[16].
- Палеолог, Жорж Морис «Генерал Поливанов — человек образованный, деятельный и работоспособный; он обладает духом организации и командования. Кроме того, ему приписывают либеральные убеждения, вызывающие сочувствие к нему со стороны Государственной Думы»[17].

## В культуре
- "Агония" (1981). Роль исполнил Сергей Голованов.

## Семья
Был женат на дочери Георгиевского кавалера Александра Петровича Шлиттера, Наталии Александровне. Их единственный сын Александр погиб на фронте в 1914 году.